# 潘虹
潘虹（1954年11月4日—），原名刘蓉华、潘红，女，原籍江蘇常熟，生於上海，中國表演艺术家，一級演員。1976年畢業於上海戲劇學院表演系，1970年代中期登上銀幕，先後主演《奴隸的女兒》、《沙漠駝鈴》、《苦惱人的笑》、《透過雲層的霞光》、《杜十娘》、《香樟樹》等多部影片，多次獲得演藝界重量級獎項，與劉曉慶及斯琴高娃而並列被稱為「新時期三大女星」之一。

## 生平
潘虹1954年11月4日出生于上海一个知识分子家庭。父亲是东北南下留在上海税务系统的干部，哈尔滨人。母亲是江苏常熟人，利群医院做财务工作。有说法说潘虹是中俄混血兒，她的生父是五十年代中蘇友好時期的援華蘇聯專家，之后母亲改嫁到刘姓继父。
潘虹原名（抑或母亲改嫁之后的她名字）劉蓉華，但由於戶籍部門工作人員的失誤而寫成「劉榮華」。幼年在苏州外婆家长大。在上海天山二小读小学。
1957年父亲被错划为‘右派’。1962年因潘虹报考上海外语学院附小的政审问题，父母离婚了。1967年6月她的父亲含冤而逝。
文革期間，潘虹改名隨母姓，叫潘紅。中学毕业后分配到农场工作。
1978年，潘虹与上海电影制片厂美工、成都市主要领导人米建书的儿子米家山结婚，米幫她改名為潘虹。
潘虹從1970年代中期登上銀幕，至今依然活躍在影視圈中。1976年她參演了故事片《歡騰的小涼河》。這部影片沒來得及全面上映就被定性為「為『四人幫』篡黨奪權製造輿論」，逐漸被人們所淡忘。然而自此之後，潘虹馬不停蹄地出演了30多部影視作品，在銀幕和螢屏上塑造了幾十個不同類型、不同性格的女性形象，取得了很好的成绩，曾三次獲金雞獎最佳女主角獎，并因而榮獲1995年第15屆中國電影金雞獎特別獎。2006年榮獲大世界基尼斯頒出的獎項——迄今為止獲得金雞獎最佳女演員獎次數最多的人。
1986年和已经成为导演的米家山离婚。

## 主要作品

### 電影
| 上映年份 | 電影名                   | 角色                           | 备注               |
| -------- | ------------------------ | ------------------------------ | ------------------ |
| 1976年   | 《歡騰的小涼河》         |                                |                    |
| 1978年   | 《奴隸的女兒》           |                                | 導演：曾未之       |
| 1978年   | 《沙漠駝鈴》             |                                | 導演：劉瓊         |
| 1980年   | 《透過雲層的霞光》       | 漁家少女                       |                    |
| 1980年   | 《苦惱人的笑》           | 傅彬之妻                       |                    |
| 1981年   | 《漩渦裏的歌》           |                                | 導演：劉子農 烏蘭  |
| 1981年   | 《杜十娘》               | 杜十娘                         |                    |
| 1982年   | 《人到中年》             | 陸文婷                         |                    |
| 1984年   | 《寒夜》                 | 曾樹生                         | 導演：闕文林       |
| 1986年   | 《火龍》                 | 李淑賢                         | 導演：李翰祥       |
| 1987年   | 《末代皇后》             | 婉容                           |                    |
| 1988年   | 《井》                   | 徐麗莎                         |                    |
| 1988年   | 《頑主》                 | 丁曉璐                         | 導演：米家山       |
| 1989年   | 《最後的貴族》           | 李彤                           | 導演：謝晉         |
| 1991年   | 《獨身女人》             | 歐陽若雲                       | 導演：秦志鈺       |
| 1991年   | 《女人.TAXI.女人》       |                                | 導演：王君正       |
| 1994年   | 《股瘋》                 | 范莉                           | 導演：李國立       |
| 1996年   | 《擁抱朝陽》             |                                | 導演：潭朗昌       |
| 1997年   | 《歸航》                 |                                | 導演：黃俊文、淩雲 |
| 1997年   | 《衝上九重天》           | 海遠（梁家輝飾演的姜山的妻子） |                    |
| 2001年   | 《股啊股》               | 阿莉                           |                    |
| 2002年   | 《手足情深》             |                                | 導演：鐘澍佳       |
| 2005年   | 《泥鰍也是魚》           | 謝林林                         | 導演：楊亞洲       |
| 2009年   | 《誰主沉浮》             | 宋美齡                         | 導演：陳力         |
| 2012年   | 《致我们终将逝去的青春》 | 陈孝正之母                     | 导演：赵薇         |
| 2015年   | 《港囧》                 | 蔡菠母親                       | 导演：徐崢         |
| 2015年   | 《剩者為王》             | 盛母                           | 导演：落落         |
| 2016年   | 《謀殺似水年華》         | 袁淑贞                         |                    |
| 2019年   | 《北斗風雲》             |                                | 导演：馬玉輝       |
| 待公佈   | 《我的日記》             |                                | 导演：成龍         |

### 電視劇
| 上映年份 | 劇名                                 | 角色             | 主演                              |
| -------- | ------------------------------------ | ---------------- | --------------------------------- |
| 1992年   | 《地久天長》                         | 江珊             | 寇世勳、 張國柱                   |
| 1994年   | 《大上海屋簷下/紅色年代》            | 朱素琴           |                                   |
| 1995年   | 《喜樂會》                           | 方樂遙           | 劉松仁、 張國柱、 黃磊、 林熙蕾   |
| 1996年   | 《走過冬天的女人》                   | 阿珍             | 方青卓                            |
| 1997年   | 《千秋家國夢》                       | 黃蘭             | 趙文瑄、 張延                     |
| 1997年   | 《花幟》                             | 段家敏           | 劉嘉玲、 黃百鳴                   |
| 1997年   | 《世紀末的童話》                     | 任哲平           | 湯鎮業 、湯鎮宗、 任泉、 梁錚     |
| 1998年   | 《生死之門》                         | 林文男           | 江澄、 施大生                     |
| 1998年   | 《金融大風暴》                       | 樊浩梅           | 曾江、 劉孜                       |
| 1999年   | 《男人離婚》                         | 任小娟           | 達式常、 丁嘉麗、 李芸            |
| 1999年   | 《情書》                             | 朱美娥           | 徐靜蕾、 李亞鵬                   |
| 1999年   | 《我心換你心》                       | 沈月明           | 程前、 胡軍                       |
| 2000年   | 《南北一家親》                       | 林立             | 梅婷、 保劍鋒                     |
| 2000年   | 《超越情感》                         | 戚潤物           | 李羚、 蓋麗麗、 王建成、 楊立新   |
| 2001年   | 《少年黃飛鴻》                       | 羅秀蓮           | 釋小龍、 何中華、 郝蕾            |
| 2002年   | 《梧桐雨》                           | 朱玉桂           | 李宗翰、 徐路、 邱心志            |
| 2002年   | 《無鹽女》                           | 徐母             | 邱心志、 潘儀君                   |
| 2002年   | 《少年天子——順治篇》                 | 孝莊文皇后       | 鄧超、 霍思燕                     |
| 2002年   | 《江南京華夢》                       | 皇太后           | 陈浩民、 佘诗曼                   |
| 2003年   | 《少年天子——康熙篇/少年康熙》        | 孝莊文皇后       | 鄧超                              |
| 2003年   | 《青衣》                             | 柳如雲           | 傅彪、 徐帆、 李明啟              |
| 2003年   | 《青天衙門》                         | 太后             | 王剛、 夏雨、 王豔                |
| 2004年   | 《歡天喜地七仙女》                   | 王母             | 霍思燕、 六小齡童                 |
| 2004年   | 《梧桐相思雨》                       | 琳妃             | 寧靜、 張晨光                     |
| 2004年   | 《紅粉世家》                         | 唐豔秋           | 孫儷、 佟大為                     |
| 2004年   | 《香樟樹》                           | 夏心潔           | 梅婷、 劉琳、 謝潤                |
| 2004年   | 《諜戰之特殊較量》                   | 西摩爾           | 田海蓉                            |
| 2005年   | 《京華煙雲》                         | 曾太太           | 趙薇、 陳寶國、 黃維德            |
| 2005年   | 《行走的雞毛撣子》                   | 周淑賢           | 寇世勳、 童蕾                     |
| 2005年   | 《青天衙門2》                        | 太后             | 鐘夫翔、 萬茜                     |
| 2005年   | 《問君能有幾多愁》                   | 南唐鐘太后       | 劉濤、 吳奇隆                     |
| 2005年   | 《雄關遺夢》（又名《陰陽關陰陽夢》） | 張白蓮           | 宋佳、 王洛勇、 高明              |
| 2006年   | 《楊乃武與小白菜》                   | 慈禧太后         | 邱心志、 霍思燕                   |
| 2006年   | 《雙面膠》                           | 麗鵑母親         | 海青、 塗松岩、 李明啟            |
| 2006年   | 《真情無限--繼母》                   | 大偉母親         | 周一圍、 宋佳                     |
| 2006年   | 《大祠堂》                           | 大奶奶           | 高明、 趙亮、 林心如              |
| 2006年   | 《大清後宮之還君明珠》               | 太后             | 胡靜、 黃維德、 傅藝偉            |
| 2006年   | 《謝謝你曾經愛過我》                 | 蘇玉珍           | 趙薇、 秦海璐、 周一圍            |
| 2006年   | 《王昭君》                           | 昭君母親         | 楊冪、 劉德凱                     |
| 2006年   | 《玉卿嫂》                           | 柳母             | 蔣雯麗、 羅海瓊                   |
| 2006年   | 《燈火闌珊》                         | 金淑媛           | 胡靜、 任程偉                     |
| 2006年   | 《悲傷時唱首歌》                     | 汪母             | 賈靜雯、 黃磊                     |
| 2007年   | 《天涯歌女》                         | 葉麗雅           | 張柏芝、 潘粵明、 許紹洋、 何琳   |
| 2007年   | 《生死橋》                           | 柳暮雲           | 賈乃亮、 王泊文、 王子文          |
| 2007年   | 《道德底線》（又名《婦道》）         | 趙母             | 馬蘇                              |
| 2007年   | 《非親父子》                         | 胡萍             | 杜志國、 杜淳、 張定涵            |
| 2007年   | 《臺灣一八九五》                     | 慈禧太后         | 李雪健、 劉德凱                   |
| 2007年   | 《繡娘蘭馨》                         | 慈禧             | 秦嵐、 李宗翰                     |
| 2008年   | 《婚姻之癢》                         | 蘇庭雨           | 姜大衛、 李修賢、 劉穎            |
| 2008年   | 《親人愛人》                         | 譚小惠           | 趙有亮、 薩日娜                   |
| 2008年   | 《江山萬里情》（又名《賴布衣傳奇》） | 太后             | 黃少祺、 李小冉                   |
| 2008年   | 《奪子戰爭》（即《道德底線2》）      | 趙母             | 馬蘇                              |
| 2008年   | 《女人不悔》                         | 謝滿棠           | 胡靜                              |
| 2009年   | 《決戰南京》                         | 周文錦           | 陳寶國、 高明                     |
| 2009年   | 《最熟悉的陌生人》                   | 丁靜雅           | 邵峰、 舒硯、 曹磊                |
| 2010年   | 《冰是睡著的水》                     | 黎娟             | 傅程鵬、 孫遜、 徐洪浩            |
| 2010年   | 《醫者仁心》                         | 婦產科主任       | 謝君豪、 尤勇、 陳瑾              |
| 2010年   | 《國色天香》                         | 宮夫人           | 葉璿、 劉愷威、 何賽飛、 任泉     |
| 2010年   | 《春暖花開》                         | 劉麗文           | 李小冉                            |
| 2010年   | 《當婆婆遇上媽》                     | 張問琴           | 李小璐、 賈乃亮、 李勤勤          |
| 2010年   | 《雙龍傳》                           | 皇太后           | 邱心志                            |
| 2010年   | 《新上門女婿》                       | 陳衛紅           | 張譯                              |
| 2011年   | 《真爱谎言》                         | 胡钟秀           | 薛凯琪、 李易峰、 李宗翰          |
| 2011年   | 《幸福生活在招手》                   | 方阿琴           | 方子哥、 牛莉                     |
| 2011年   | 《天下人家》                         | 曹蔚芳           | 霍青                              |
| 2011年   | 《夢回唐朝》                         | 太后             | 王力可、 郭德綱                   |
| 2011年   | 《賞金獵人》                         | 慈禧太后         | 錢泳辰、 李易峰、 江鎧同          |
| 2012年   | 《木府風雲》                         | 羅世寧           | 秋瓷炫、 朱曉漁、 於榮光、 呂良偉 |
| 2012年   | 《文家的秘密》                       | 文靜             | 甘婷婷、 鄭國霖                   |
| 2012年   | 《聰明小空空》                       | 大夫人           | 潘長江、 鞏漢林、 鮑國安          |
| 2012年   | 《隱婚日記》                         | 娜莎             | 李晨、 韓雨芹、 金泰秀、 賈青     |
| 2013年   | 《當人心遇上仁心》                   | 尹會娟           | 娜仁花、杨恭如、郑国霖            |
| 2013年   | 《婚姻之癢》(2008年拍攝)             | 苏庭雨           | 姜大衛                            |
| 2013年   | 《辣媽正傳》                         | 鄧總             | 孫儷、 張譯                       |
| 2013年   | 《保衛孫子》                         | 蘇梅             | 高洋、 王華英、 何賽飛            |
| 2013年   | 《到愛的距離》                       | 廖克難           | 李晨、 張馨予                     |
| 2013年   | 《愛情面前誰怕誰》                   | 高母             | 霍思燕、 张晓龙 、 陈紫函 、 王琳 |
| 2014年   | 《爱你不放手》(真爱谎言2)            | 胡鐘秀           | 李宗翰、 李康宜、 范舒然          |
| 2014年   | 《冬暖花會開》                       | 英母             | 鄧家佳、 趙久毅                   |
| 2014年   | 《誰解女人心》                       | 梅美婆婆         | 王海珍                            |
| 2014年   | 《二胎》                             | 王美華(唐喬菲母) | 蔣欣                              |
| 2015年   | 《知青家庭》                         | 徐佳             |                                   |
| 2015年   | 《虎媽貓爸》                         | 孫雅嫻           |                                   |
| 2016年   | 《老公們的私房錢》                   | 鄭媽媽           |                                   |
| 2017年   | 《我們的愛》                         | 齊舒蘭           |                                   |
| 2017年   | 《美味奇缘》                         | 姜秀云           |                                   |
| 2018年   | 《新万家灯火》                       | 唐嬌嬌           | 又名"江城三月"                    |
| 2018年   | 《诚忠堂》                           | 江雪瑛           |                                   |
| 2018年   | 《高兴遇见你》                       | 唐永顺           |                                   |
| 2019年   | 《愛上你，治愈我》                   | 林芝繁           |                                   |
| 2020年   | 《老闺蜜》                           | 艾琳             |                                   |
| 2021年   | 《理智派生活》                       | 周依兰           | 秦嵐、王鹤棣、李宗翰              |
| 2023年   | 《温暖的，甜蜜的》                   | 陈寶珠           |                                   |
| 待播     | 《巴清传奇》                         | 巴老夫人         |                                   |
| 待播     | 《血盟千年》                         |                  |                                   |

## 榮譽
- 1995年因曾三次獲金雞獎最佳女主角獎而榮獲第15屆中國電影金雞獎特別獎。
- 1997年獲中國文學藝術界聯合會《世紀之星》獎。
- 2003年獲第三屆中國電視藝術節觀眾最喜愛的「十佳演員」。
- 2005年12月當選為對中國影壇有突出貢獻的電影藝術家。
- 中國電影百年優秀演員。
- 2006年榮獲大世界基尼斯頒出的獎項——迄今為止獲得金雞獎最佳女演員獎次數最多的人。
- 第七屆全國政協委員。
- 第八屆全國政協委員。
- 第九屆全國政協委員。
- 第十屆全國政協委員。
- 中國文聯第五屆委員。
- 中國文聯第六屆委員。
- 中國電影家協會第五屆主席團委員。
- 中國電影家協會第六屆副主席。
- 中國電影表演藝術學會副會長。

### 獲獎與提名
獲獎
| 年份   | 頒獎典禮                       | 奬項       | 作品         | 結果 |
| 1983年 | 中國電影金雞獎                 | 最佳女主角 | 《人到中年》 | 獲獎 |
| 1987年 | 敘利亞大馬士革國際電影節       | 最佳女演員 | 《末代皇后》 | 獲獎 |
| 1987年 | 中國電影表演藝術學會金鳳凰獎   | 學會獎     | 《末代皇后》 | 獲獎 |
| 1988年 | 義大利陶尔米纳國際電影節       | 最佳女演員 | 《井》       | 獲獎 |
| 1988年 | 中國電影金雞獎                 | 最佳女主角 | 《井》       | 獲獎 |
| 1989年 | 中國電影表演藝術學會獎金鳳凰獎 | 學會獎     | 《晚鐘》     | 獲獎 |
| 1994年 | 中國電影金雞獎                 | 最佳女主角 | 《股瘋》     | 獲獎 |
| 1994年 | 中國電影華表獎                 | 優秀女演員 | 《股瘋》     | 獲獎 |
| 1994年 | 中國長春電影節                 | 最佳女主角 | 《股瘋》     | 獲獎 |
| 1994年 | 上海影評人獎                   | 最佳女演員 | 《股瘋》     | 獲獎 |
| 1994年 | 大眾電影百花獎                 | 最佳女主角 | 《股瘋》     | 獲獎 |
| 1995年 | 中國電影表演藝術學會金鳳凰獎   | 學會獎     | 《股瘋》     | 獲獎 |

提名
| 年份   | 頒獎典禮       | 奬項       | 作品         | 結果 |
| 1983年 | 大眾電影百花獎 | 最佳女主角 | 《人到中年》 | 提名 |
| 1988年 | 香港電影金像獎 | 最佳女主角 | 《火龍》     | 提名 |